# Oštrolist
Oštrolist (oštrolistac,  poreč, lat.:  Borago), rod jednogodišnjih biljaka i trajnica s ukupno pet priznatih vrsta koje rastu u mediteranskim predjelima od kojih je najpoznatija Borago officinalis, poznata pod narodnim imenima oštrolist, boražina, poreč ili ljekoviti oštrolistac. 
Boražina (B. officinalis) je najrasprostranjenija u eurpopskom i afričkom dijelu Mediterana, dok je na područje Azora, Austrije, Ukrajine, Mađarske, Poljske, Rusije i još nekih predejela kao i Sjeverne i Južne Amerike i Australije uvezena.
Ostale četiri vrste su B. longifolia iz Tunisa i Alžira, B. morisiana s otoka Korzika, B. pygmaea s Korzike i Sardinije i B. trabutii u Maroku i Alžiru.
- Borago officinalis
- Borago officinalis